# Бальяны
Бальян (тур. Balyan, арм. Պալեաններ) — армянская династия знаменитых османских архитекторов. На протяжении XVIII-XIX веков представители династии служили придворными архитекторами османских султанов; несколько поколений архитекторов строили и реставрировали дворцы, мечети, киоски и другие публичные здания.

## Представители рода
- Мереметчи Бали (Бален) Калфа
  - Магар

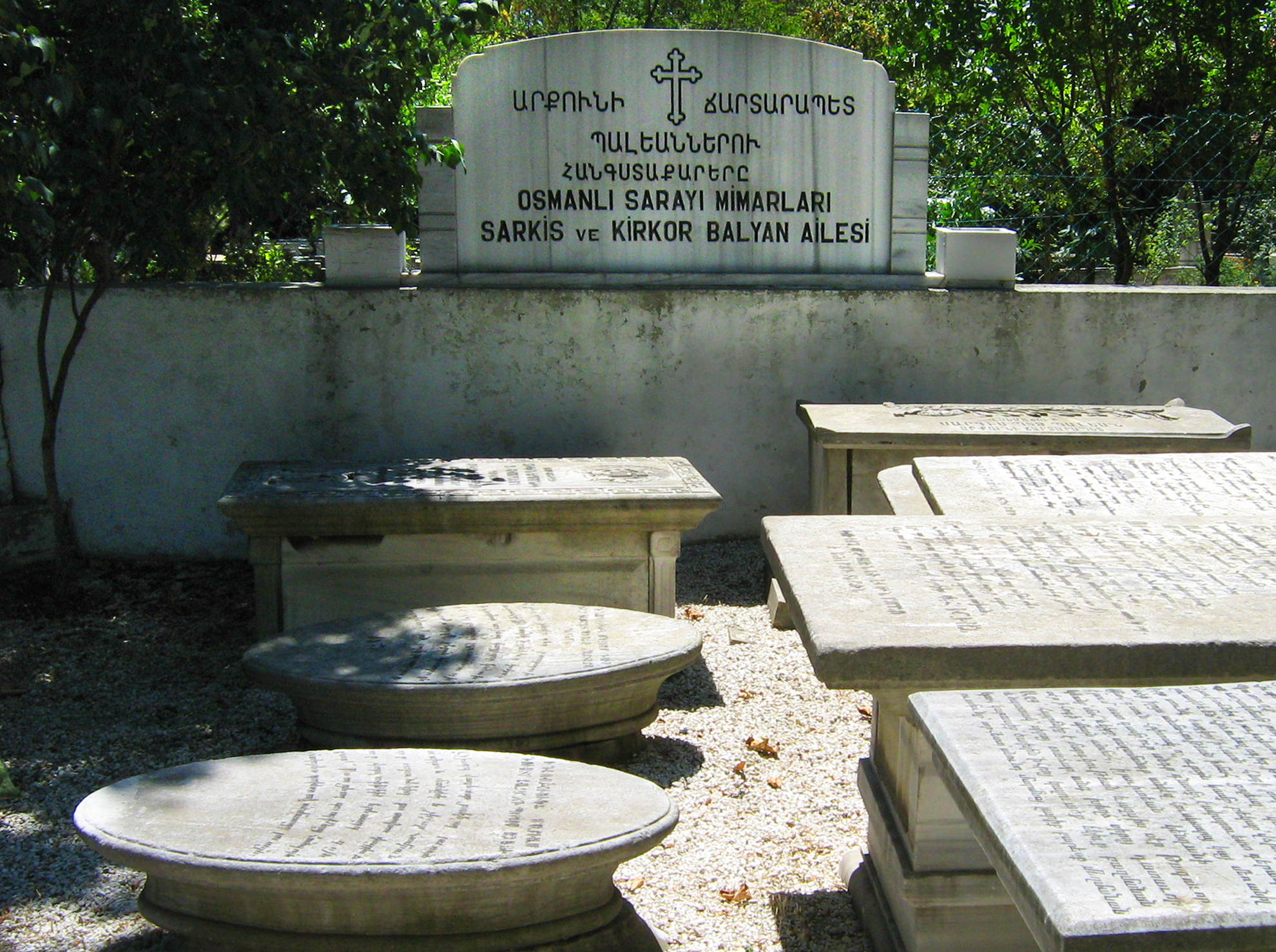
Могилы представителей династии Бальян на армянском кладбище в Ускюдаре.

    - Крикор Бальян (1764—1831) → Согоме
      - Карапет Бальян (1800—1866) → Назени Бабаян
        - Никогос Бальян (1826—1858)
          - Левон Бальян[тур.] (1855—?)

        - Саркис Бальян (1835—1899)
        - Акоп Бальян (1838—1875)
        - Симон Бальян (1846—1894)

    - Сенекерим Бальян[тур.] (1768—1833)

## Известные работы
В списке перечислены здания, построенные, отреставрированные или спроектированные семейством Бальян:

### Султанские резиденции
| - Дворец Долмабахче (1848–1856) - Дворец Бейлербейи (1861–1865) - Дворец Чираган (1863–1871) - Несколько зданий Топкапы - Дворец Валиде Султан (в Арнавуткёе) - Дворец Дефтердар Султан - Дворец Адиле Султан (1876) - Дворец близнецов в Эюпе - Дворец в Салыпазары - Дворец Йылдыз - Дворец Чифте | - Дворец Хюнкар (в Измите) - Балталиманский ялы (прибрежный дворец) - Киоск Аналыкавак - Особняк Эсмы Султан (1875) - Павильон Адиле Султан (1853) - Павильон Ыхламур (1849) - Павильон Кючюксу (1857) - Мальтийский киоск - Киоск султана Махмуда I - Киоск Хюнкар В Ешилкёе - Старый киоск (в Галатасарае) |

### Религиозные здания
| - Топхане мечети Нусретие - Мечеть Ортакёй - Мечеть Долмабахче (мечеть Безмиалем Валиде Султан) - Мечеть Аксрай Валиде - Армянская церковь в Ускюдаре - Армянская церковь в Кайсери | - Армянская церковь в Бешикташе - Армянская церковь в Ортакёе - Армянская церковь в Куручешме - Армянская церковь в Бандырме - Церковь в Бейоглу - Церковь в Кумкапы |

### Военные здания
- Казармы Селимие

### Производственные объекты
- Измитская текстильная фабрика
- Текстильная фабрика Хереке
- Бакыркёйская текстильная фабрика
- Кожевенный завод в Бейкозе
- Пороховой завод в Зейтинбурну
- Металлургический завод в Зейтинбурну